# Museo Archeologico Nazionale di Napoli

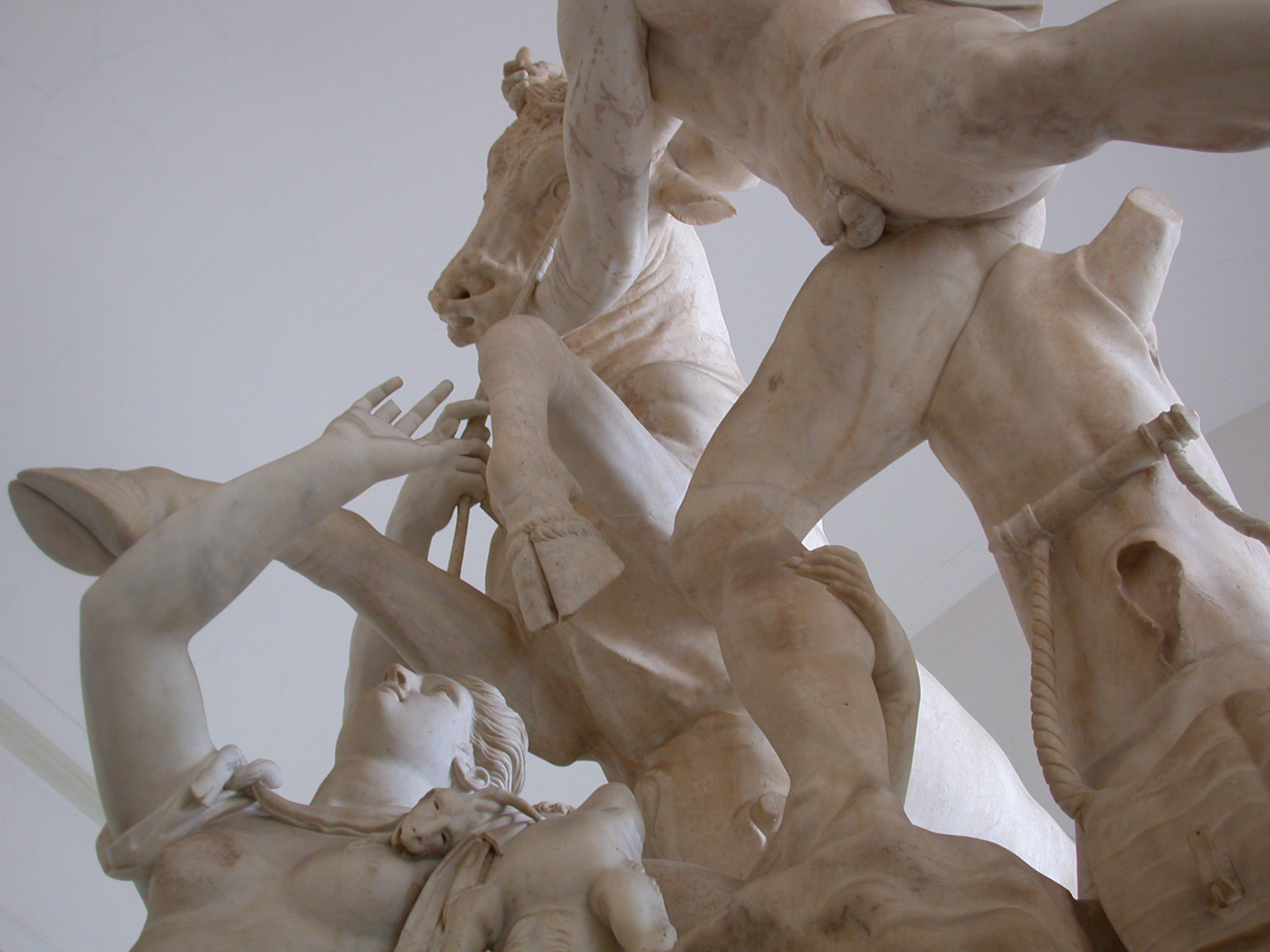
Farnesische stier, detail

Het Museo Archeologico Nazionale di Napoli, MANN of Nationaal Archeologisch Museum te Napels is een van de belangrijkste archeologische musea ter wereld.

## Geschiedenis
Het gebouw werd in 1612 in gebruik genomen voor de Universiteit van Napels. In 1615 werd het officieel ingewijd als ‘Paleis van Koninklijke Studiën’ (Palazzo dei Regi Studi). Toen de universiteit in 1773 zijn intrek nam in de vrij gekomen gebouwen van de jezuïetenorde, liet koning Ferdinand IV het in 1777 inrichten als koninklijke bibliotheek en museum. Verzamelingen uit heel Napels, onder andere uit het paleis van Capodimonte, werden erin ondergebracht. In 1816 kreeg het de naam ‘Koninklijk Museum van de Bourbons’ (Real Museo Borbonico). Vondsten uit Pompeï, Herculaneum en Stabiae, die voordien voornamelijk in het paleis te Portici waren verzameld, werden in 1822 naar Napels overgebracht. In 1860 bij de eenwording van Italië werd het uitgeroepen tot Nationaal Museum. Sinds 1957, toen de bibliotheek en de schilderijenverzameling elders werden ondergebracht, is het museum geheel aan oudheden gewijd en draagt het zijn huidige naam.

## Collectie

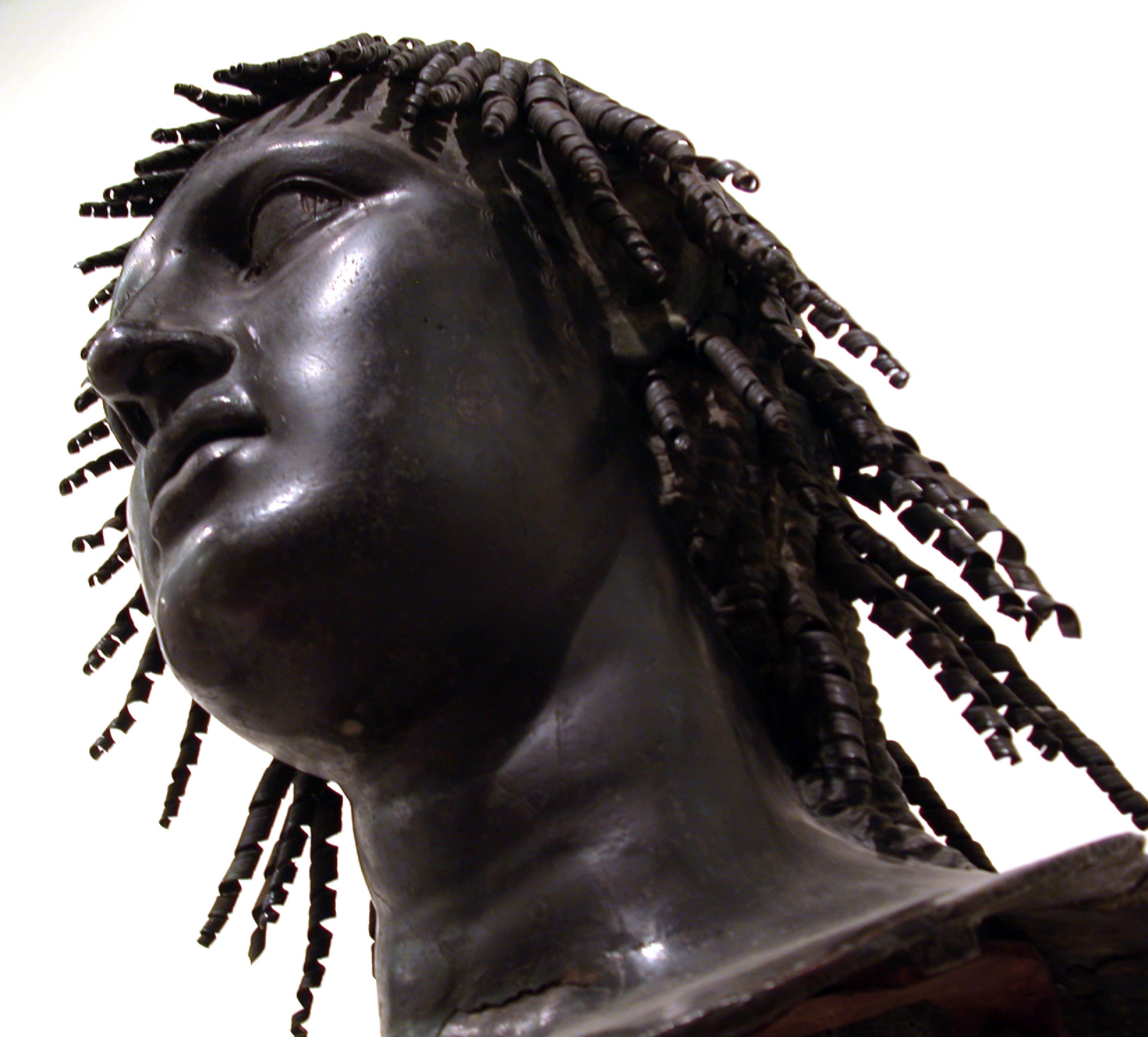
Bronzen hoofd van een jongeman, afkomstig uit de Villa dei Papiri in Herculaneum

Kern van het museum vormt de Farnese collectie, die door Karel III was geërfd. Deze bestaat onder andere uit grote sculpturen die in de 16e eeuw gevonden werden bij de opgravingen in de Thermen van Caracalla te Rome. Hiertoe behoren de Hercules Farnese en de Farnesische stier, de grootste beeldengroep uit de Oudheid, die laat zien hoe Amphion en Zetos Dirke op de stier vastbinden. De Atlas van Farnese, een ander beroemd beeld uit de collectie, is waarschijnlijk opgegraven in het Forum van Trajanus. Tot de Farnesecollectie behoort ook een grote verzameling cameeën en gemmen, die in de 15e eeuw bijeengebracht is door Cosimo de’ Medici en Lorenzo il Magnifico, met de Tazza Farnese (de grootste camee ooit gevonden) als hoogtepunt.
Naast de sculpturen uit de Farnese collectie is op de benedenverdieping veel ander Romeins beeldhouwwerk te zien, onder andere veel keizerportretten en een beroemde kopie van het beeld van de tirannendoders, Harmodius en Aristogiton.
Op de eerste en tweede verdiepingen bevinden zich hoofdzakelijk vondsten uit Pompeï en Herculaneum. Tot de mooiste zalen behoren die met mozaïeken en fresco’s (onder andere het beroemde Alexandermozaïek uit het Huis van de Faun) en de zaal met bronzen beelden uit de Villa dei Papiri in Herculaneum. Curieus is het ‘Gabinetto Segreto' (geheime kabinet) met erotische fresco’s en andere voorwerpen uit de Romeinse tijd. Een aparte zaal bevat de fresco’s en verdere inventaris uit de tempel van Isis in Pompeii. Verder zijn er vele zalen met keramiek, brons (onder andere helmen van gladiatoren uit Pompeii), munten en glaswerk.

## Galerij

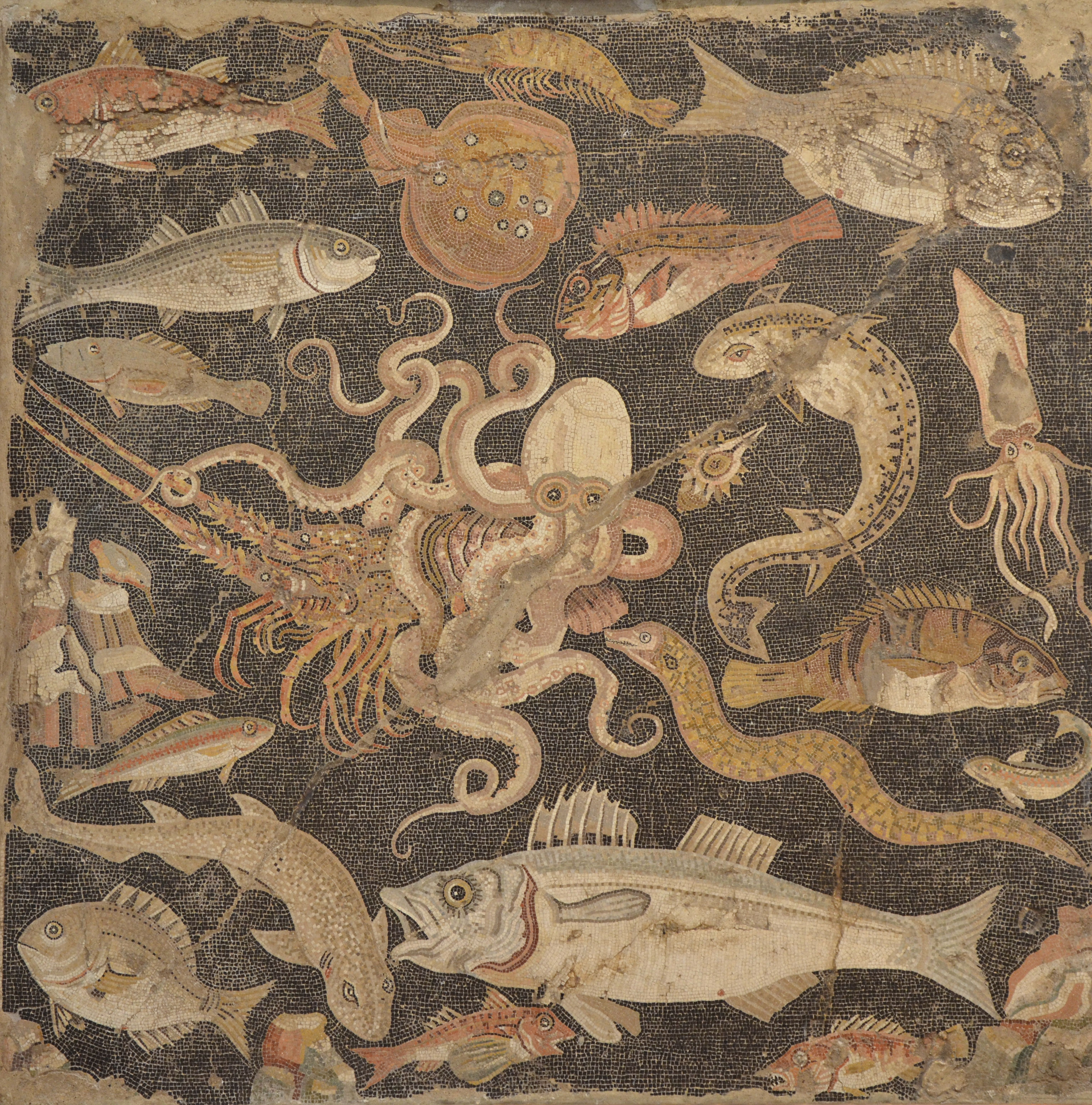
Vis mozaïek
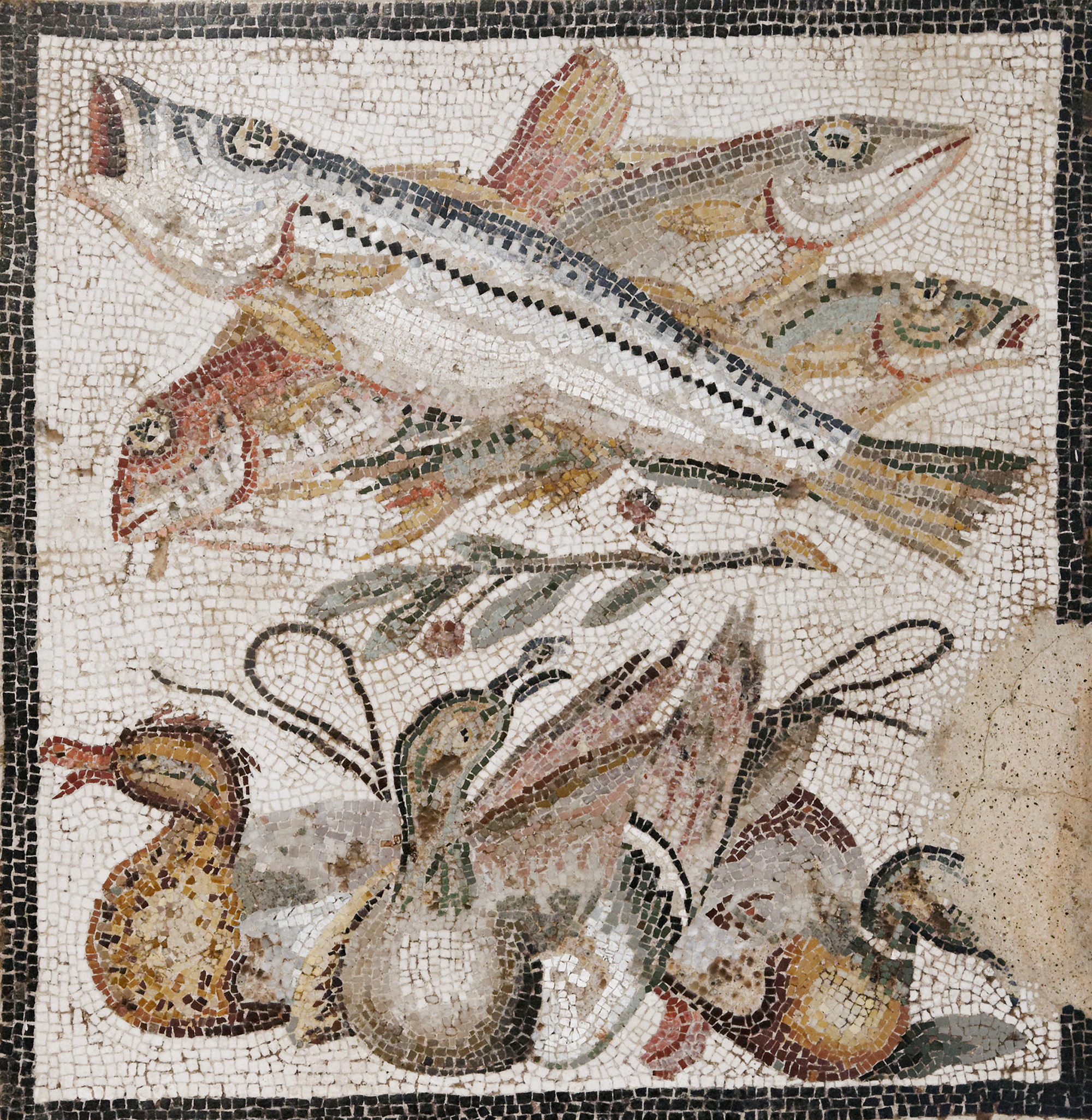
Vissen en eenden, Romeinse mozaïek
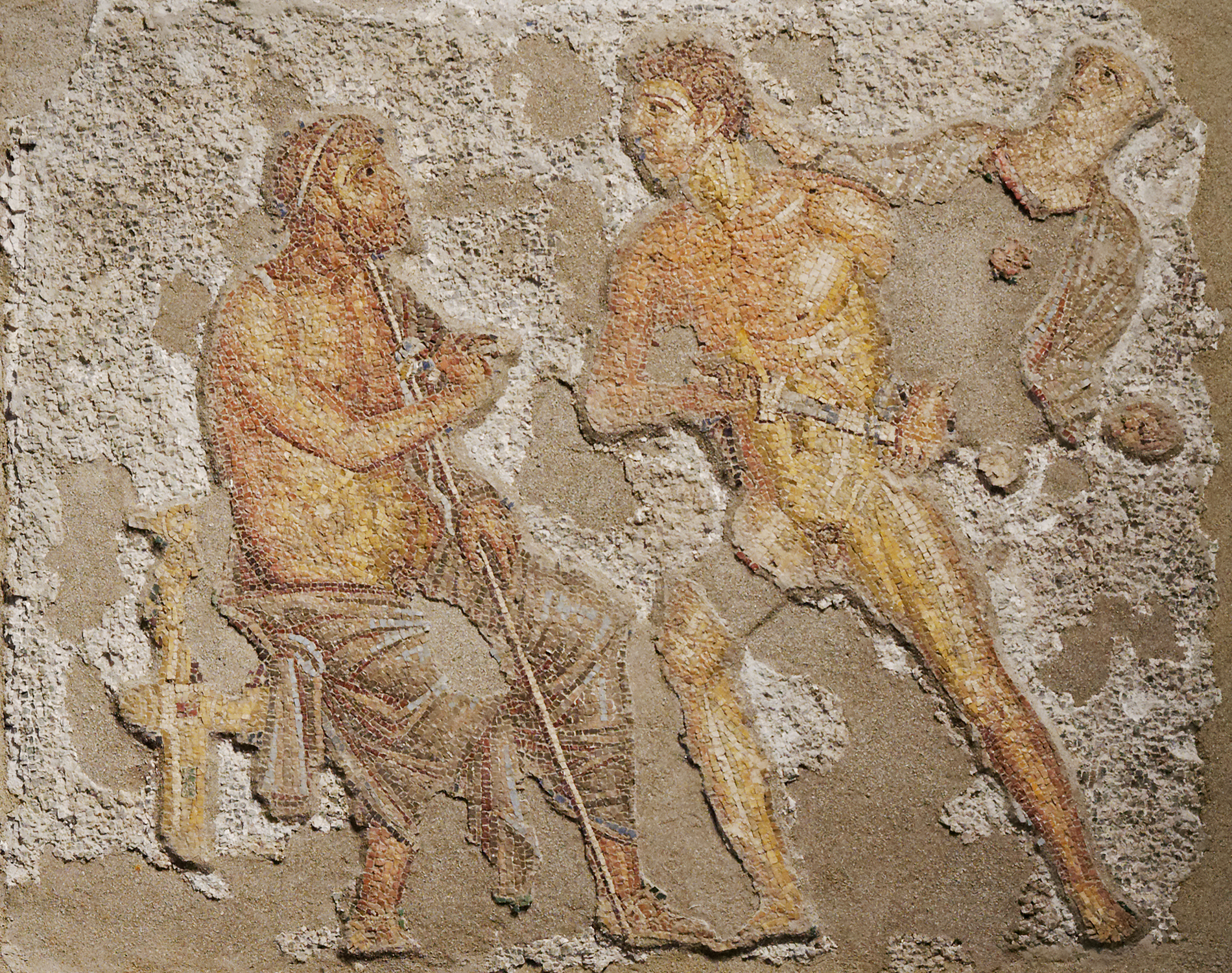
Achilles en Agamemnon, scene van Boek I van Iliad, Romeinse mozaïek
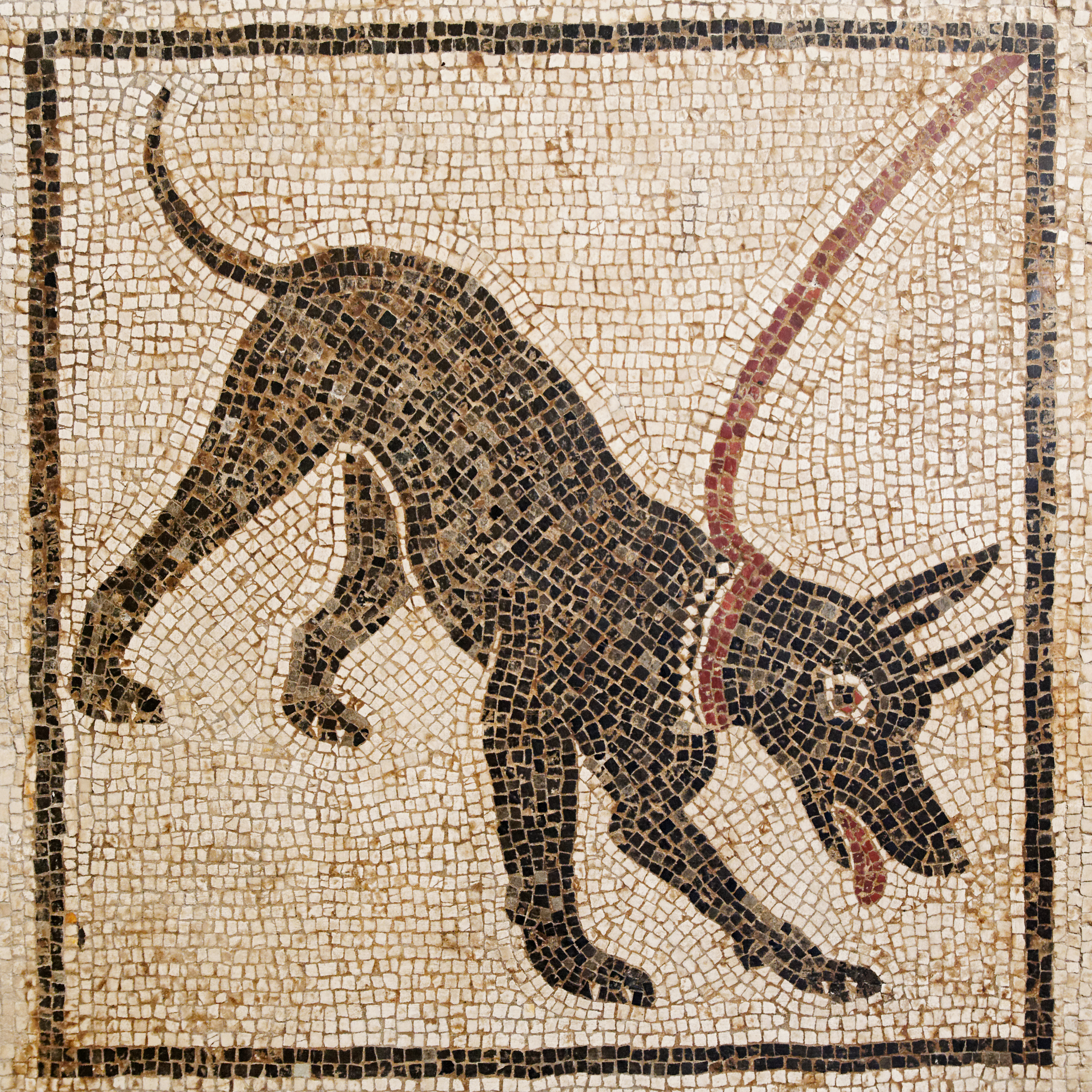
‘Cave canem’ (Pas op voor de hond) mozaïek
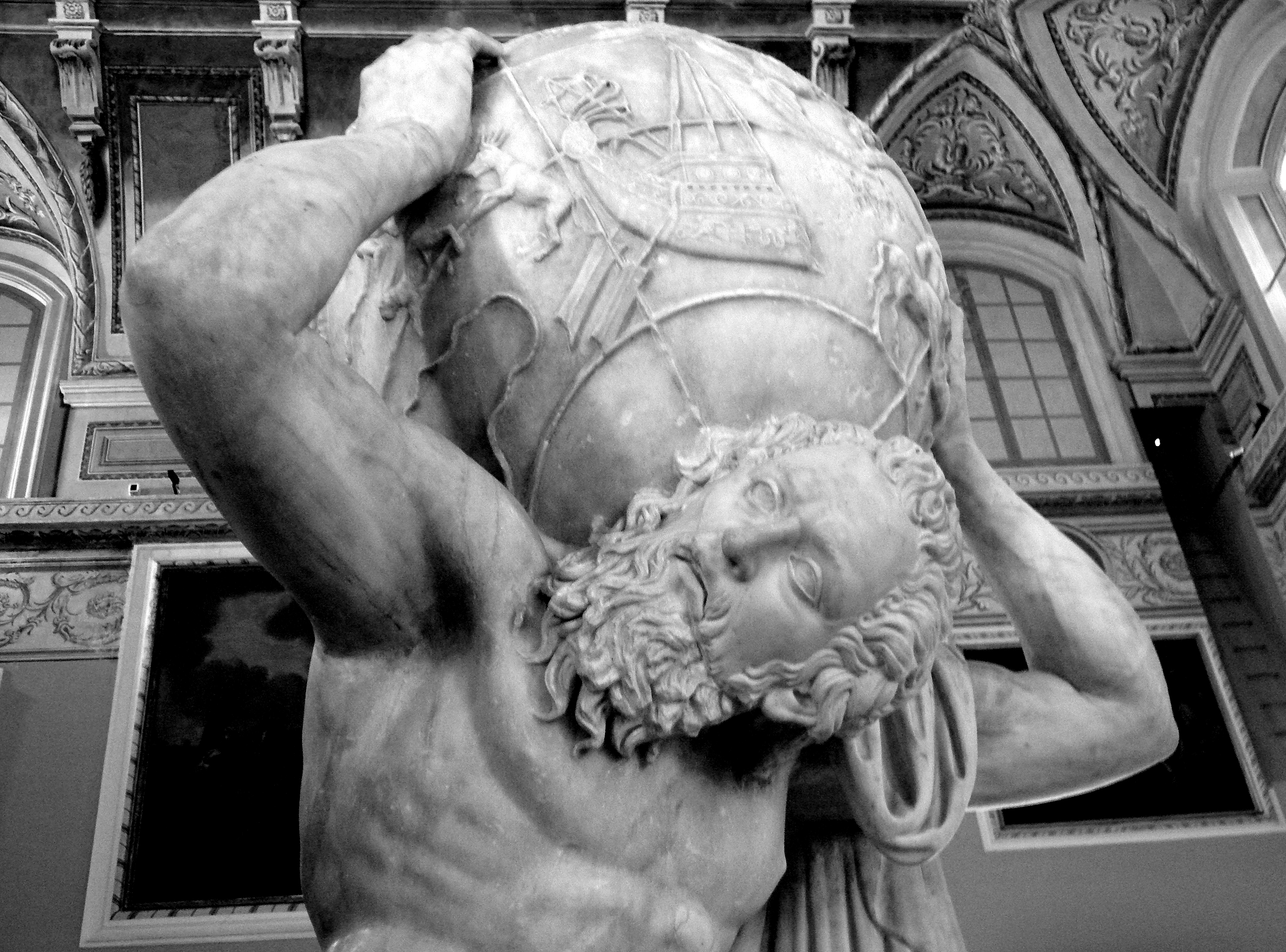
Atlas van Farnese